# Chiesa di Santa Maria del Castello (Giornico)
La chiesa di Santa Maria del Castello è un edificio religioso romanico che si trova a Giornico.

## Storia
L'edificio, sul quale non è mai stata condotta un'indagine archeologica, fu realizzato nel XII secolo accanto a un castello forse del secolo precedente. Quest'ultimo edificio fu distrutto nel 1518, durante l'offensiva urana, dai Confederati, dopo che fra il 1160 e il 1176 Bernardo da Giornico ne aveva ampliato l'estensione. Dell'insediamento signorile a ridosso della chiesa restano alcune rovine nella parte meridionale dell'edificio.
Le ipotesi più accreditate sull'edificio, il cui aspetto attuale si deve alle modifiche cinquecentesche, lo vogliono realizzato su un progetto che prevedeva un'unica aula, più piccola di quella attuale, dotata di un'abside semicircolare con finestre su due ordini, il più basso dei quali forse faceva riferimento all'esistenza di una cripta. Successivamente venne eseguito un ampliamento sul lato nord, con la realizzazione di uno spazio privo di abside. Il coro e la relativa volta a botte sono tre-quattrocenteschi.

## Descrizione
Internamente, la chiesa si presenta con una navata principale con copertura a cassettoni dipinti del 1575. La porzione nord del coro ospita un ciclo di affreschi realizzati nel 1448 dai seregnesi.
La chiesa ospita una campana manuale a slancio, il cui fonditore e la data sono da verificare, Do5. La campana è collocata sul campanile dal 1988. Prima c'era una campana di Giovanni Battista Sottile del 1683, ora collocata in chiesa. Quest'ultima campana era troppo grande per il campanile, nel quale era stata collocata asportando una colonnina. Con i restauri è stato ripristinato il campanile romanico nella sua interezza ma si è sacrificata la campana.

## Galleria d'immagini

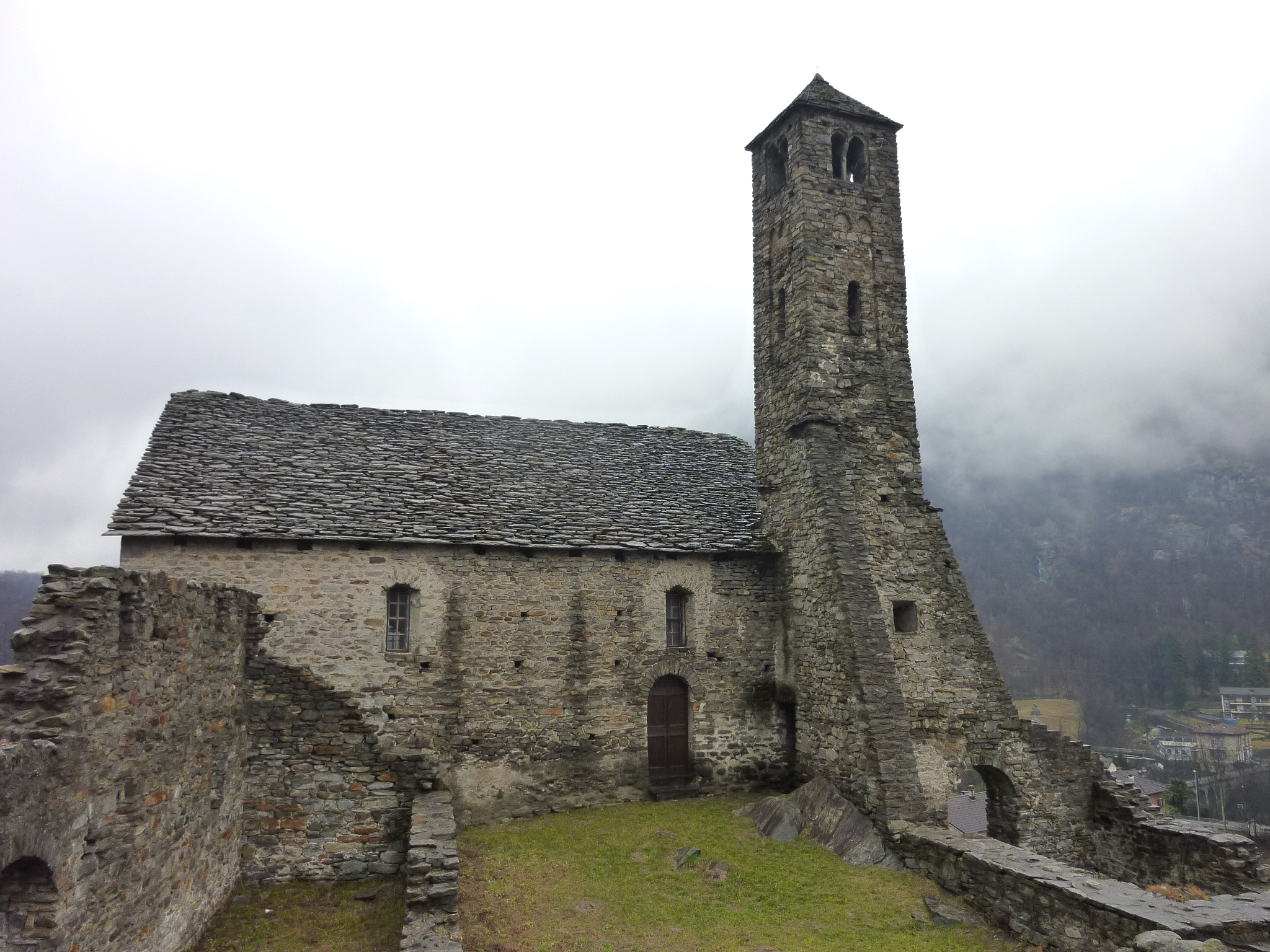
Santa Maria del Castello
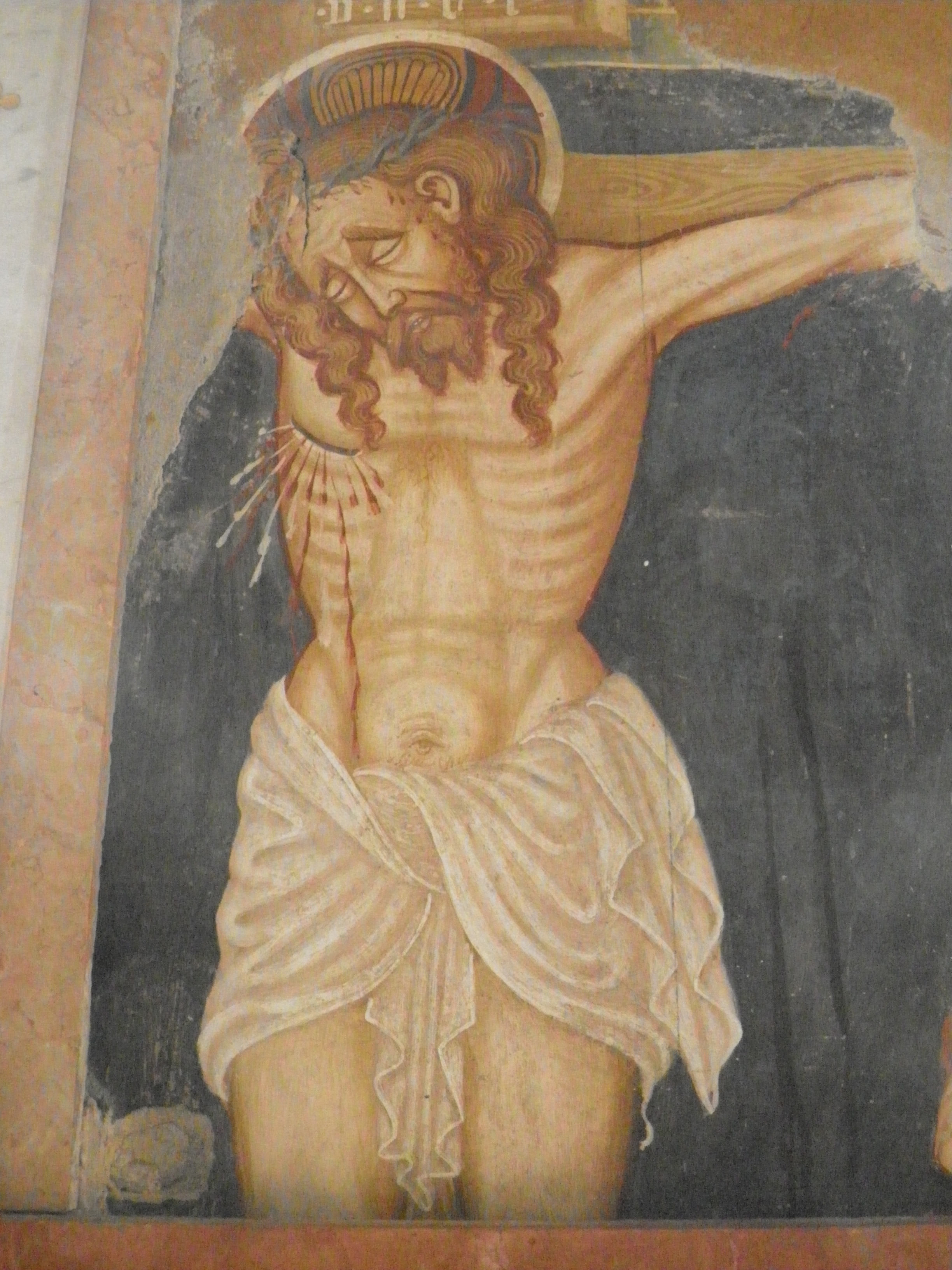
Crocifisso del XV secolo
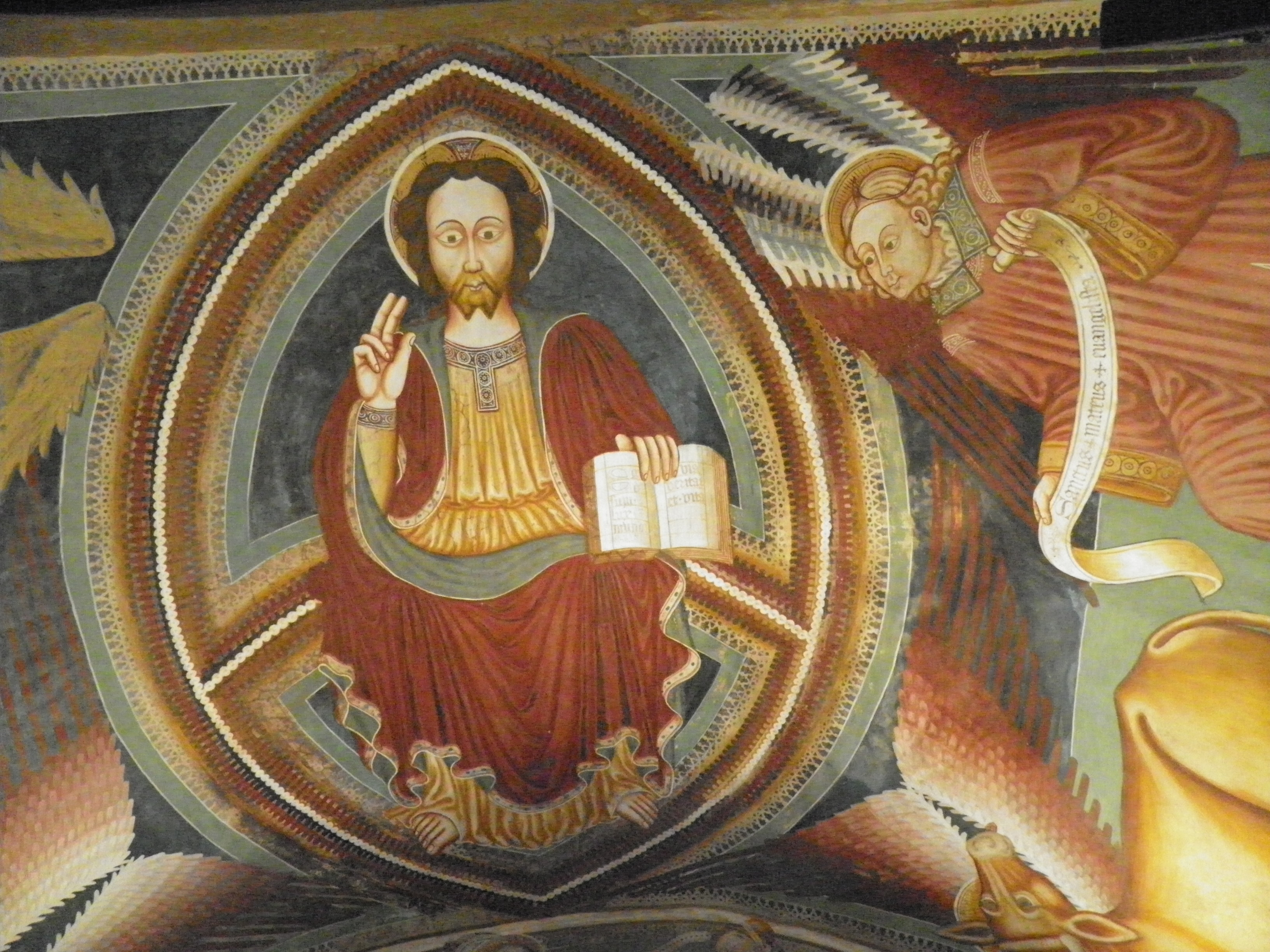
Affresco sulla volta: Cristo in maestà tra gli evangelisti
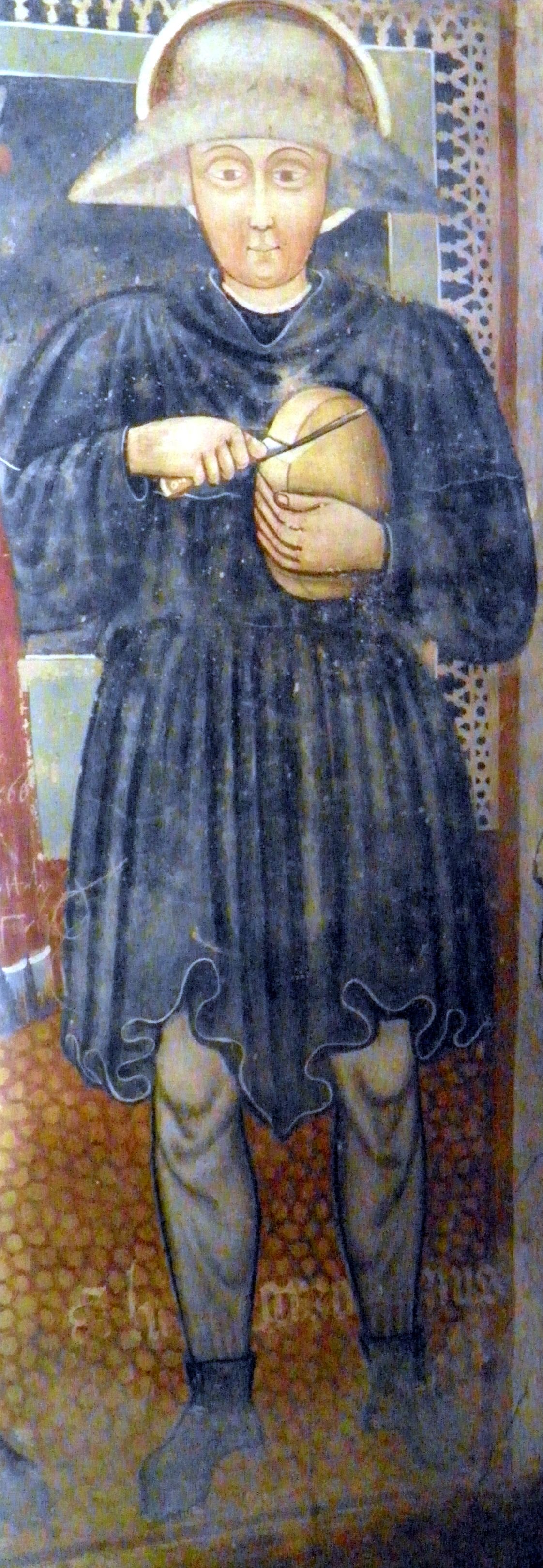
San Lucio di Cavargna
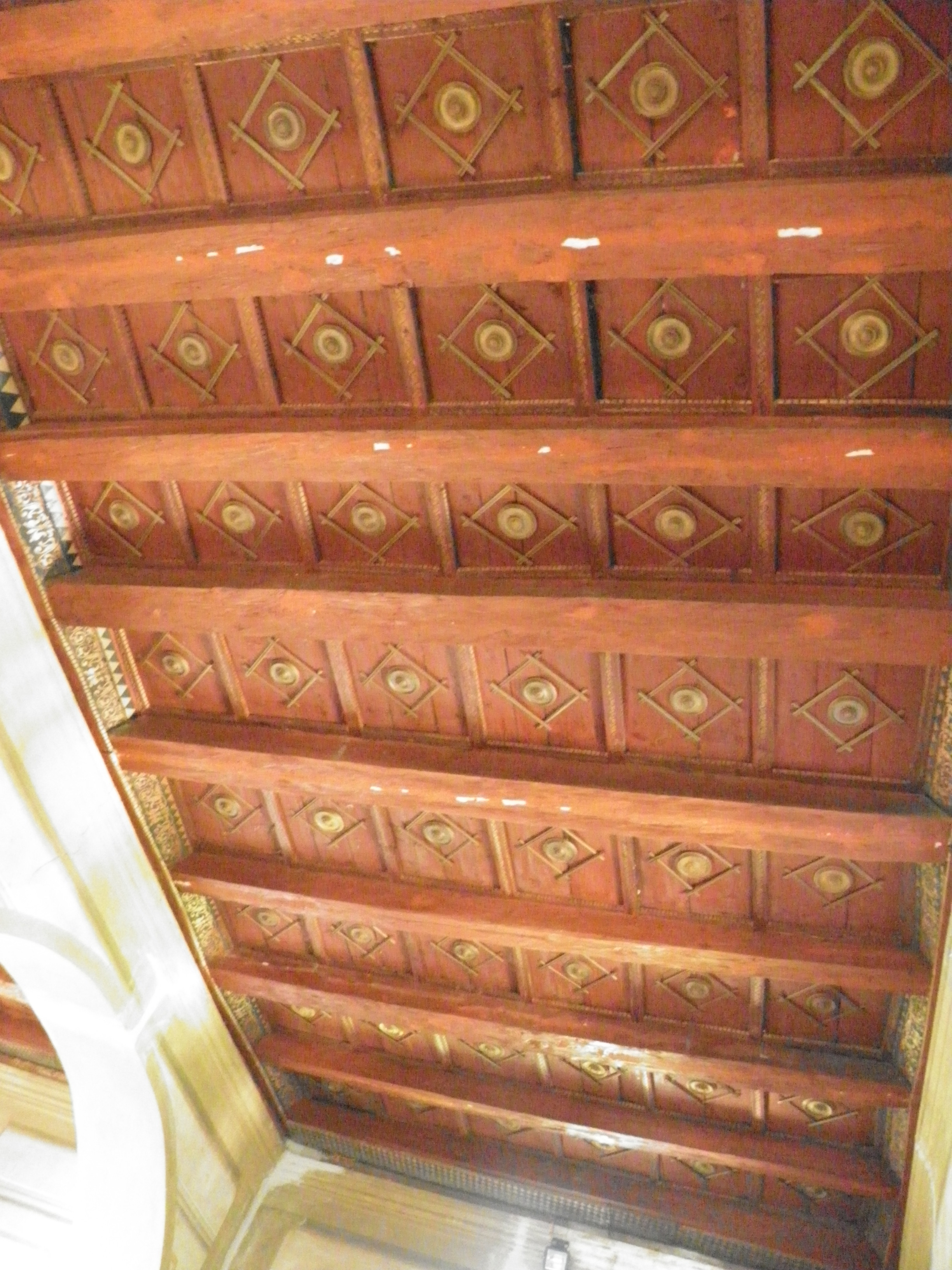
Soffitto sul coro a nord
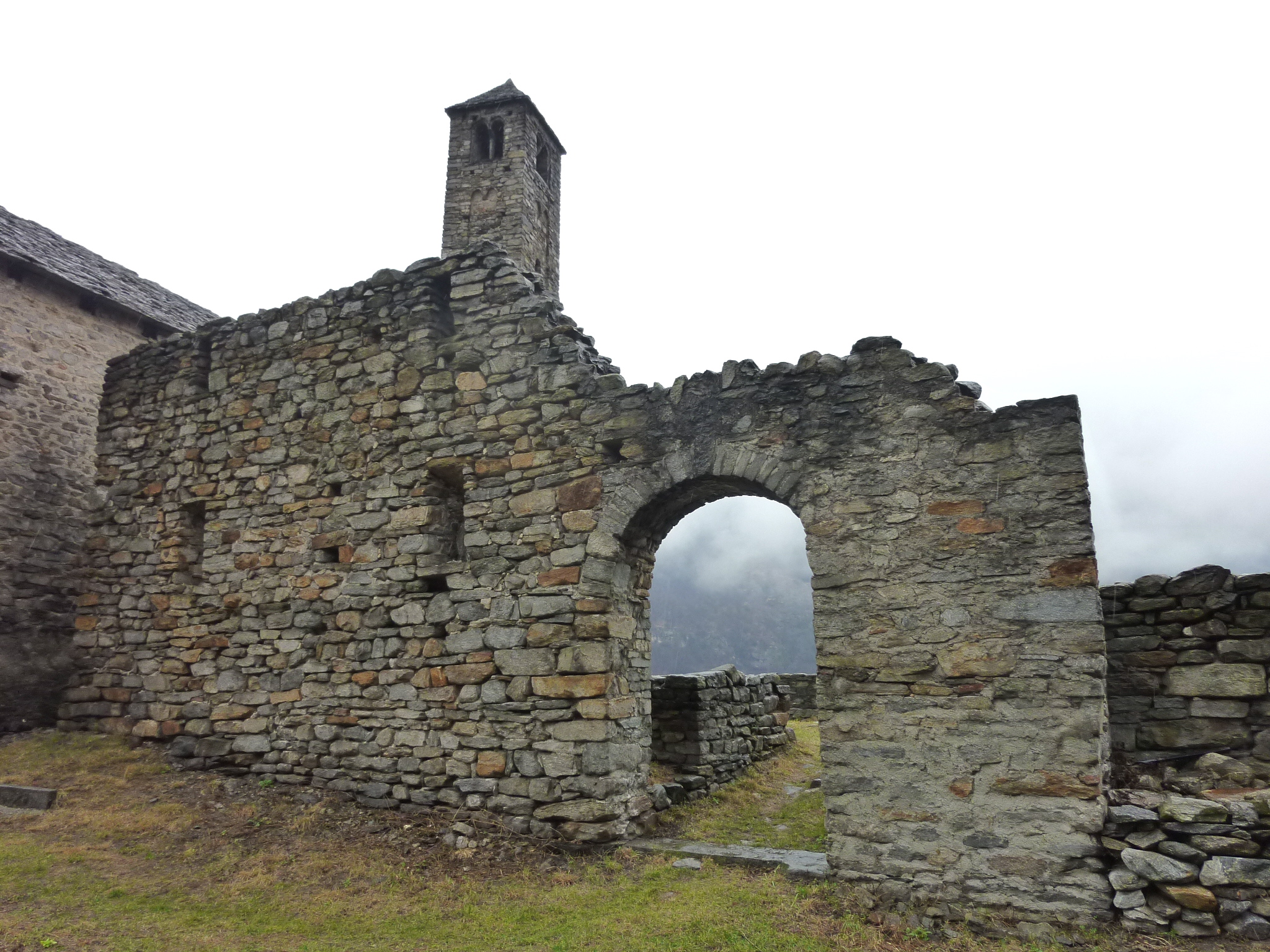
Santa Maria del Castello: arco d'accesso e campanile
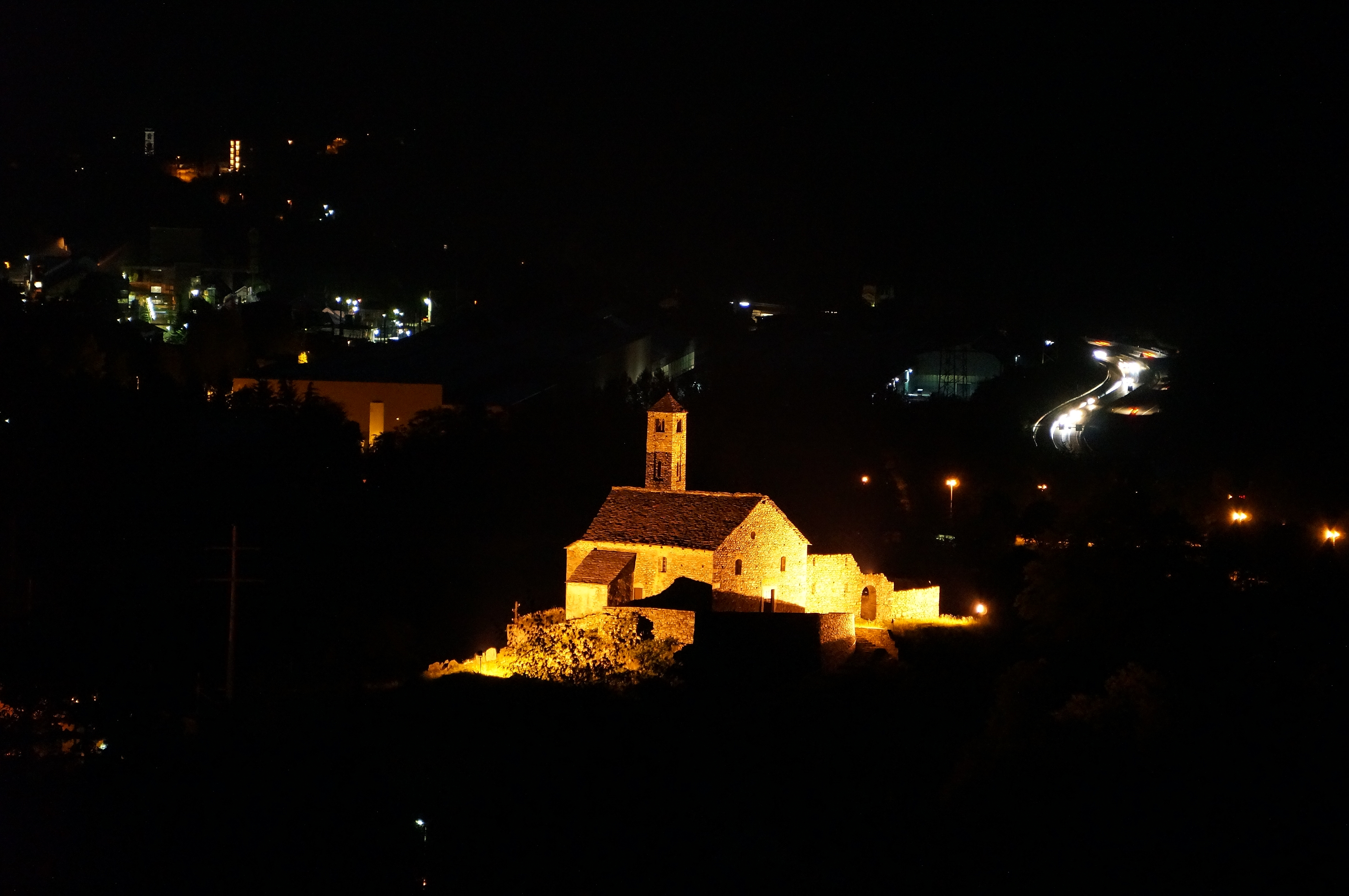
Notturna